# Jorge Volpi
Pour les articles homonymes, voir Volpi.
Jorge Luis Volpi Escalante, né le 10 juillet 1968 à Mexico, est un écrivain mexicain, membre, avec  Ignacio Padilla, Eloy Urroz, Pedro Angel Palou, Ricardo Chávez Castañeda et Vicente Herrasti, de la « Génération du crack » qui se veut en rupture avec le boom latino-américain.

## Biographie
Fasciné par l'œuvre de Carlos Fuentes, il commence à écrire à seize ans, après s'être inscrit à un concours universitaire auquel participent également Ignacio Padilla et Eloy Urroz, avec qui Jorge Volpi développera plus tard le Manifeste de la Génération du crack. 
Diplômé en droit de l'université nationale autonome du Mexique, il obtient en outre un diplôme en littérature mexicaine de la même université. Il est également titulaire d'un doctorat en études hispaniques de l'université de Salamanque. Il est ensuite professeur invité dans les universités américaines d'Emory, de Cornell et de Princeton, ainsi que de l'université de Pau et des pays de l'Adour et l'université pontificale catholique du Chili.
En 1991, il publie son premier recueil de nouvelles, intitulé Pieza en forma de sonata, para flauta, oboe, cello y arpa, Op. 1, où il se penche sur l'obsession des musiciens à réussir des exécutions aussi parfaites que virtuoses.
Avec son thriller À la recherche de Klingsor (En busca de Klingsor), paru en 1999, il remporte plusieurs prix, dont le prix Biblioteca Breve, et obtient un gros succès critique et public. Se déroulant à la fin de la Seconde Guerre mondiale, il s'agit d'une enquête pour découvrir qui est Klingsor, un scientifique nazi dont on a perdu la trace.
Écrivain atypique, Volpi, qui est boursier Guggenheim en 2004, se documente longuement avant d'amorcer l'écriture de chacun de ses textes. Ses thèmes récurrents sont la science et ses implications, le milieu politique et les dérives de la pensée et des valeurs actuelles.

## Œuvre

### Romans et nouvelles
- Pieza en forma de sonata, para flauta, oboe, cello y arpa, Op. 1 (1991)
- A pesar del oscuro silencio (1992)
- Días de ira, dans le recueil collectif  Tres bosquejos del mal (1994) Publié en français sous le titre Jours de colère, traduit par Marianne Millon, Paris, Mille et une nuits, 2001  (ISBN 2-84205-617-5)
- La paz de los sepulcros (1995)
- El temperamento melancólico (1996)
- Sanar tu piel amarga, (1997)
- En busca de Klingsor (1999) - prix Biblioteca Breve Publié en français sous le titre À la recherche de Klingsor, traduit par Gabriel Iaculli, Paris, Plon, 2001  (ISBN 2-259-19276-9) ; réédition, Paris, Pocket no 11481, 2003  (ISBN 2-266-11847-1) ; réédition, Paris, Points, coll. « Thriller » no P2020, 2008  (ISBN 978-2-7578-1115-3)
- El juego del Apocalipsis (2001)
- El fin de la locura (2003) Publié en français sous le titre La Fin de la folie, traduit par Gabriel Iaculli, Paris, Plon, 2003  (ISBN 2-259-19913-5) ; réédition, Paris, Pocket no 12448, 2006  (ISBN 2-266-14933-4) ; réédition, Paris, Points no P2332, 2010  (ISBN 978-2-7578-1139-9)
- No será la tierra (2006) Publié en français sous le titre Le Temps des cendres, traduit par Gabriel Iaculli, Paris, éditions du Seuil, 2008  (ISBN 978-2-02-095026-8)
- El jardín devastado (2008) Publié en français sous le titre Le Jardin dévasté, traduit par Gabriel Iaculli, Paris, éditions du Seuil, 2009  (ISBN 978-2-02-098591-8)
- Oscuro bosque oscuro (2009)
- La tejedora de sombras (2012)
- La paz de los sepulcros, (2013)
- Memorial del engaño (2014) Publié en français sous le titre Les Bandits. Opéra bouffe en trois actes[1], traduit par Gabriel Iaculli, Paris, éditions du Seuil, 2015  (ISBN 978-2-02-115407-8) ; réédition, Paris, Points no P4301, 2016  (ISBN 978-2-7578-5871-4)
- Las elegidas (2015)
- Una novela criminal, 2018 Publié en français sous le titre Un roman mexicain. L’affaire Florence Cassez, traduit par Gabriel Iaculli, Paris, éditions du Seuil, 2019  (ISBN 978-2021405385) ; prix Alfaguara

### Essais
- La imaginación y el poder. Una historia intelectual de 1968 (1998)
- La guerra y las palabras. Una historia intelectual de 1994 (2004)
- Crack. Instrucciones de uso (2005), en collaboration avec Ricardo Chávez Castañeda, Alejandro Estivill, Vicente Herrasti, Ignacio Padilla, Pedro Ángel Palou et Eloy Urroz
- México. Lo que todo ciudadano quisiera (no) saber de su patria (2006), en collaboration avec Denise Dresser
- Mentiras contagiosas: Ensayos (2008)
- El insomnio de Bolívar (2009)
- Leer la mente. El cerebro y el arte de la ficción (2011)
- Examen de mi padre : diez lecciones de anatomía comparada (2017) Publié en français sous le titre Examen de mon père, traduit par Gabriel Iaculli, Paris, éditions du Seuil, coll. « Cadre vert », 2018  (ISBN 978-2-02-107792-6)